# Teresa De Sio
Teresa De Sio (Napoli, 3 novembre 1952) è una cantautrice e scrittrice italiana.

## Biografia

### Gli anni settanta
Nasce a Napoli, primogenita di Elvira e Alfonso De Sio, avvocato e scrittore, trascorre l'infanzia a Cava de' Tirreni con la sorella Giuliana De Sio divenuta poi attrice. Nel 1976 comincia la sua attività artistica con Eugenio Bennato e i Musicanova muovendosi nell'ambito della tradizione popolare napoletana, e distinguendosi per il timbro molto particolare che le conferisce genuinità e raffinatezza al tempo stesso. L'esperienza culmina nel 1978 con un LP dalle forti atmosfere folk intitolato Villanelle popolaresche del '500.

### Gli anni ottanta
Nel 1980 viene pubblicato il suo primo album da solista Sulla terra sulla luna in cui la giovane cantautrice affronta tematiche e sonorità più moderne iniziando così la scalata verso un ruolo di prestigio nell'ambito della canzone d'autore partenopea e nazionale. Già in questo primo album la cantautrice si avvale della collaborazione, proseguita fino al suo quarto album, di bravi musicisti, autori della parte musicale di molte delle sue canzoni di maggior successo, quali Francesco Bruno, chitarrista e compositore romano, e Gigi De Rienzo, bassista, entrambi facenti parte del suo gruppo. Nel 1982 pubblica l'omonimo album Teresa De Sio in cui l'artista conferma la sua predilezione per il napoletano come lingua ideale grazie alla sua fluidità. L'album supera inaspettatamente le 500 000 copie vendute: brani come Voglia 'e turnà, Aumm aumm e Pianoforte e voce diventano popolarissimi - soprattutto il primo, destinato a rimanere il suo più celebre.
L'anno successivo pubblica l'album Tre, e ottiene alcuni riconoscimenti per i testi delle canzoni, alcune diventate anche in questo caso abbastanza popolari come E pazzielle, Terra 'e nisciuno e Ariò. Nel 1983 partecipa anche al programma televisivo Fantastico, la quarta edizione della serie, con Gigi Proietti e Heather Parisi, in cui presenta brani tratti dai primi tre album e canta la sigla di coda O sole se ne va. Precedentemente al celebre varietà del sabato sera, il 21 Settembre dello stesso anno conclude il tour alla Mostra d'Oltremare di Napoli, davanti alle telecamere di Rai 2 (prima diretta televisiva di un concerto realizzato dalla rete pubblica).
Nel 1985 intraprende una più specifica ricerca musicale in realtà mai cessata. L'album è Africana, Teresa è affiancata da Brian Eno. Compaiono più di una composizione in lingua italiana, e le atmosfere sono diventate più rock. L'anno successivo pubblica Toledo e regina, in cui la De Sio dimostra la sua conoscenza e il suo amore nei confronti della musica partenopea di fine Ottocento e inizio Novecento. All'album collabora Paul Buckmaster che scrive gli archi per l'accompagnamento di raffinatissime riletture-capolavoro tra cui Passione, Catarì e Io te vurria vasà.
Nel 1988 è la volta di una particolarissima pubblicazione in doppio album intitolata Sindarella suite: infatti all'interno dell'opera è compresa una suite vera e propria dal titolo La storia vera di Lupita Mendera, musicata ancora una volta in collaborazione con Brian Eno. Ovviamente il riscontro discografico non è più quello della prima metà degli anni ottanta. Nello stesso anno interpreta insieme all'autore il brano La volpe, contenuta nell'album La pianta del tè di Ivano Fossati.

### Gli anni novanta
Nel 1991 la De Sio pubblica ben due album: uno di inediti intitolato Ombre rosse che contiene anche Colomba e Bello mio (quest'ultima a tematica gay); inoltre esce anche una raccolta, Voglia 'e turnà, con tutti i grandi successi di Teresa presenti anche nella scaletta dei suoi due lunghi tour di quell'anno. L'artista chiude così non solo il rapporto con la Phonogram, ma anche un intero ciclo artistico.
Nel 1993 approda alla Cgd con un album dal titolo La mappa del nuovo mondo in cui l'impegno e la tematica sociale entrano a far parte del suo mondo poetico in composizioni come Teresa stanca di guerra e soprattutto Io non mi pento. Nel 1994 consolida una forma di spettacolo originalissima intitolato Parole e musica, in cui pubblico e artista interagiscono attraverso il dialogo unitamente alle performance dal vivo. Nel 1995 registra in presa diretta e senza pubblico l'album Un libero cercare al Teatro Petrella di Longiano. Collaborano anche Fabrizio De André e Fiorella Mannoia.
Negli anni successivi Teresa riprende con frequenza e intensità l'attività concertistica presentando dal vivo i brani più famosi del suo repertorio riarrangiati per l'occasione con l'aiuto del chitarrista Sasà Flauto e degli Almonjavà, il nuovo gruppo. È così che nel 1997 viene infatti pubblicato il live Primo viene l'amore, con alcune straordinarie riletture dei suoi grandi successi unitamente a tre inediti, tra cui Rondine.
Nel 1999 l'artista realizza il progetto La notte del Dio che balla, fra tradizione e tecnologia. È in questo periodo che Teresa si avvicina alla musica popolare pugliese, alla taranta in particolare. Infatti, dopo molti concerti e progetti live come Da Napoli a Bahia da Genova a Bastia, che raccolgono ovunque ottimi consensi da parte della critica più esperta, Teresa si mette a punto Craj, un originalissimo spettacolo a metà tra musica e teatro che intende omaggiare la tradizione popolare pugliese, elemento alla base del progetto, che spiega l'intensa collaborazione con Matteo Salvatore.

### Gli anni duemila
In quest'ambito nasce un nuovo lavoro in studio pubblicato alla fine del 2004, A Sud! A Sud!, in cui Teresa torna a celebrare in forma ancora più compiuta la musicalità mediterranea in brani, come Salta salta, scritta per il progetto La notte del Dio che balla, Mamma Napoli, in cui Sasà Flauto è la seconda voce, e soprattutto Lu bene mio di Matteo Salvatore, autore particolarmente caro a Teresa. C'è spazio anche per Stelle, scritto dall'amico brasiliano Lenine: Teresa opera un parallelismo tra il Sud che è solita raccontare nel Folk mediterraneo e partenopeo, e il Sud dell'America Latina, in cui ritroviamo gli stessi colori e la stessa malinconia.
Craj è diventato nel frattempo anche opera cinematografica. Partecipando alla 62ª edizione della Mostra internazionale d'arte cinematografica di Venezia 2005 vince il premio "Lino Miccichè" del CSC per la miglior opera prima. Nel maggio del 2007 pubblica il nuovo lavoro Sacco e fuoco. Nel 2008 Teresa presenta Riddim a Sud. In tiratura limitata (200 copie) è uscito anche Riddim a Book, un libro che raccoglie le foto dei musicisti che hanno partecipato ai cinque concerti del tour.
A fine 2009 esce per Einaudi (Coralli) il suo primo romanzo Metti il diavolo a ballare. Un noir socio-antropologico ambientato nella Puglia del dopoguerra che con perizia racconta romanzando la vita di una famiglia nel sud dell'Italia tra povertà, ignoranza, violenza, tradizioni e la magia legata al mito della "taranta" che coinvolgerà in un crescendo di colpi di scena un intero paese che con omertà cerca di nascondersi una dura verità. Nella primavera del 2010 Metti il diavolo a ballare vince il premio Rapallo Carige come migliore opera prima.
Nel 2010 Teresa De Sio trasforma il suo romanzo Metti il diavolo a ballare in uno spettacolo a metà fra teatro, concerto e narrazione, con l'attore Ippolito Chiarello e tre musicisti (HER, Upapadia, Egidio Marchitelli), intitolato Reading - Metti il diavolo a ballare. Il 25 marzo del 2010 ha partecipato alla serata Rai per una notte, organizzata contro la censura e in difesa della libertà di stampa. Il 17 giugno dell'anno successivo ha preso parte alla serata Tutti in piedi: signori, entra il lavoro, organizzata in occasione dei 110 anni della Fiom. Ha collaborato con Arcilettore. Nel 2011 viene pubblicato l'album Tutto cambia. Nel mese di febbraio del 2015 viene pubblicato il suo secondo romanzo dal titolo L'attentissima. Il 3 maggio 2019 esce il nuovo album Puro desiderio.
Nel 2024 pubblica, insieme al cantautore Napoleone, una nuova versione del brano Voglia 'e turnà, riscritta proprio da quest ultimo.

## Romanzi
- Metti il diavolo a ballare, Torino, Einaudi 2009 ISBN 978-88-06-19853-4
- L'Attentissima, Torino, Einaudi 2015 ISBN 978-88-06-22238-3